# Xilin
Der Stadtbezirk Xilin (chinesisch 西林区, Pinyin Xīlín Qū) der bezirksfreien Stadt Yichun in der chinesischen Provinz Heilongjiang im Nordosten der Volksrepublik China hat eine Fläche von 457 km² und zählt etwa 50.000 Einwohner.
Koordinaten: 47° 29′ N, 129° 18′ O